# Migliori prestazioni europee negli 800 metri piani
La lista delle migliori prestazioni europee nei 800 metri piani, aggiornata periodicamente dalla World Athletics, raccoglie i migliori risultati di tutti i tempi degli atleti europei nella specialità dei 800 metri piani.

## Maschili outdoor

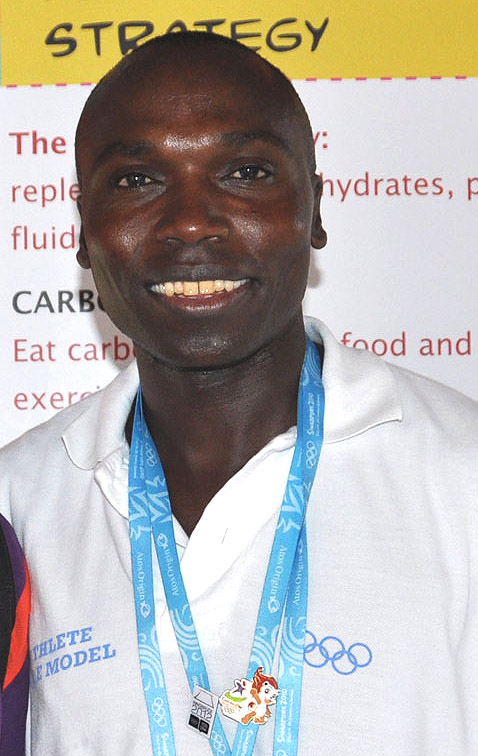
Wilson Kipketer, detentore del record europeo degli 800 m, sia outdoor che indoor

Statistiche aggiornate al 10 giugno 2022.
|     | Tempo   | Atleta                | Luogo     | Data             |
| --- | ------- | --------------------- | --------- | ---------------- |
| 1.  | 1'41"11 | Wilson Kipketer       | Colonia   | 24 agosto 1997   |
| 2.  | 1'41"73 | Sebastian Coe         | Firenze   | 10 giugno 1981   |
| 3.  | 1'42"47 | Jurij Borzakovskij    | Bruxelles | 24 agosto 2001   |
| 4.  | 1'42"51 | Amel Tuka             | Monaco    | 17 luglio 2015   |
| 5.  | 1'42"53 | Pierre-Ambroise Bosse | Monaco    | 18 luglio 2014   |
| 6.  | 1'42"55 | André Bucher          | Zurigo    | 17 agosto 2001   |
| 7.  | 1'42"58 | Vebjørn Rodal         | Atlanta   | 31 luglio 1996   |
| 8.  | 1'42"88 | Steve Cram            | Zurigo    | 21 agosto 1985   |
| 9.  | 1'42"97 | Peter Elliott         | Siviglia  | 30 maggio 1990   |
| 10. | 1'43"15 | Mehdi Baala           | Rieti     | 8 settembre 2002 |

## Femminili outdoor

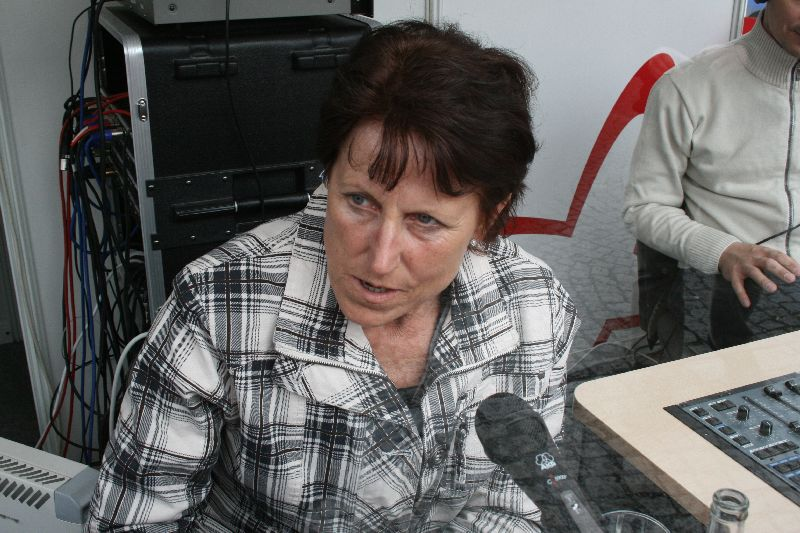
Jarmila Kratochvílová, detentrice del record europeo degli 800 m outdoor

Statistiche aggiornate al 10 giugno 2022.
|     | Tempo   | Atleta                | Luogo             | Data           |
| --- | ------- | --------------------- | ----------------- | -------------- |
| 1.  | 1'53"28 | Jarmila Kratochvílová | Monaco di Baviera | 26 luglio 1983 |
| 2.  | 1'53"43 | Nadija Olizarenko     | Mosca             | 27 luglio 1980 |
| 3.  | 1'54"81 | Ol'ga Mineeva         | Mosca             | 27 luglio 1980 |
| 4.  | 1'54"94 | Tat'jana Kazankina    | Montréal          | 26 luglio 1976 |
| 5.  | 1'55"05 | Doina Melinte         | Bucarest          | 1º agosto 1982 |
| 6.  | 1'55"19 | Jolanda Čeplak        | Heusden-Zolder    | 20 luglio 2002 |
| 7.  | 1'55"26 | Sigrun Wodars         | Roma              | 31 agosto 1987 |
| 8.  | 1'55"32 | Christine Wachtel     | Roma              | 31 agosto 1987 |
| 9.  | 1'55"42 | Nikolina Štereva      | Montréal          | 26 luglio 1976 |
| 10. | 1'55"46 | Tat'jana Providochina | Mosca             | 27 luglio 1980 |

## Maschili indoor
Statistiche aggiornate al 10 giugno 2022.
|     | Tempo   | Atleta             | Luogo     | Data             |
| --- | ------- | ------------------ | --------- | ---------------- |
| 1.  | 1'42"67 | Wilson Kipketer    | Parigi    | 9 marzo 1997     |
| 2.  | 1'43"63 | Elliot Giles       | Toruń     | 17 febbraio 2021 |
| 3.  | 1'44"15 | Jurij Borzakovskij | Karlsruhe | 27 gennaio 2001  |
| 4.  | 1'44"54 | Jamie Webb         | Toruń     | 17 febbraio 2021 |
| 5.  | 1'44"57 | Adam Kszczot       | Liévin    | 14 febbraio 2012 |
| 6.  | 1'44"78 | Paweł Czapiewski   | Vienna    | 3 marzo 2002     |
| 7.  | 1'44"82 | Mehdi Baala        | Stoccolma | 18 febbraio 2003 |
| 8.  | 1'44"88 | Nico Motchebon     | Stoccarda | 5 febbraio 1995  |
| 9.  | 1'44"91 | Sebastian Coe      | Cosford   | 12 marzo 1983    |
| 10. | 1'44"93 | André Bucher       | Vienna    | 3 marzo 2002     |

## Femminili indoor
Statistiche aggiornate al 25 febbraio 2023.
|     | Tempo   | Atleta            | Luogo      | Data             |
| --- | ------- | ----------------- | ---------- | ---------------- |
| 1.  | 1'55"82 | Jolanda Čeplak    | Vienna     | 3 marzo 2002     |
| 2.  | 1'55"85 | Stephanie Graf    | Vienna     | 3 marzo 2002     |
| 3.  | 1'56"40 | Christine Wachtel | Vienna     | 13 febbraio 1988 |
| 4.  | 1'56"90 | Ludmila Formanová | Maebashi   | 7 marzo 1999     |
| 5.  | 1'57"18 | Keely Hodgkinson  | Birmingham | 25 febbraio 2023 |
| 6.  | 1'57"23 | Inna Yevseyeva    | Mosca      | 1º febbraio 1992 |
| 7.  | 1'57"47 | Natalya Tsyganova | Maebashi   | 7 marzo 1999     |
| 8.  | 1'57"51 | Ol'ga Kotljarova  | Mosca      | 18 febbraio 2006 |
| 9.  | 1'57"53 | Larisa Chzhao     | Mosca      | 23 gennaio 2005  |
| 10. | 1'57"67 | Sigrun Wodars     | Vienna     | 13 febbraio 1988 |